# فرودگاه آبی ناکینا/لوور توین لیک
فرودگاه آبی ناکینا/لوور توین لیک (به انگلیسی: Nakina/Lower Twin Lake Water Aerodrome) یک فرودگاه خصوصی است . این فرودگاه در کشور کانادا قرار دارد و در ارتفاع ۳۰۰ متری از سطح دریا واقع شده‌است.